# Бинокулярное зрение

Принцип бинокулярного зрения

Бинокуля́рное зре́ние (от лат. bīnus «двойной» и лат. oculus «глаз») — способность одновременно чётко видеть изображение предмета обоими глазами; в этом случае человек видит одно изображение предмета, на который смотрит. Бинокулярное зрение также называют стереоскопическим.
Бинокулярное зрение обеспечивается в корковом отделе зрительного анализатора благодаря сложнейшему физиологическому механизму зрения — фузии (лат. fūsiō «слияние»), то есть слиянию зрительных образов, возникающих отдельно в каждом глазу (монокулярное изображение), в единое сочетанное зрительное восприятие.
Если бинокулярное зрение не развивается, возможно зрение только правым или левым глазом. Такое зрение называется монокулярным.
Возможно попеременное зрение: то правым, то левым глазом — монокулярное альтернирующее. Когда правому и левому глазу предъявляются два разных изображения, может возникать феномен бинокулярной конкуренции, когда субъективно человек воспринимает то одно, то другое изображение, которые с определённой периодичностью сменяют друг друга
Отсутствие бинокулярного зрения при двух открытых глазах внешне проявляется в виде постепенно развивающегося косоглазия.